# Sonate K. 220
La sonate K. 220 (F.168/L.342) en la majeur est une œuvre pour clavier du compositeur italien Domenico Scarlatti.

## Présentation
La sonate K. 220, en la majeur, notée Allegro, forme une paire avec la sonate précédente. Sa compagne d'une écriture orchestrale, contraste avec celle-ci plus volubile, avec de riches changements de tonalité : l'armure est modifiée cinq fois, outre un constant mélange majeur/mineur.

## Manuscrits
Le manuscrit principal est le numéro 15 du volume III de Venise (1754), copié pour Maria Barbara ; l'autre est Parme IV 30.

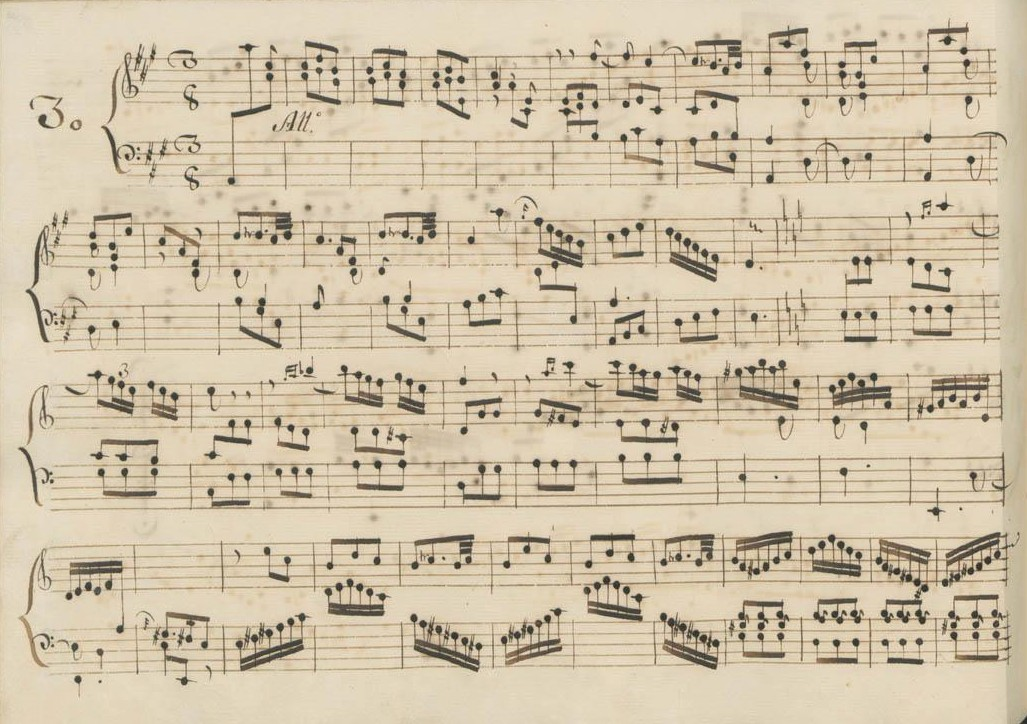
Parme IV 30.
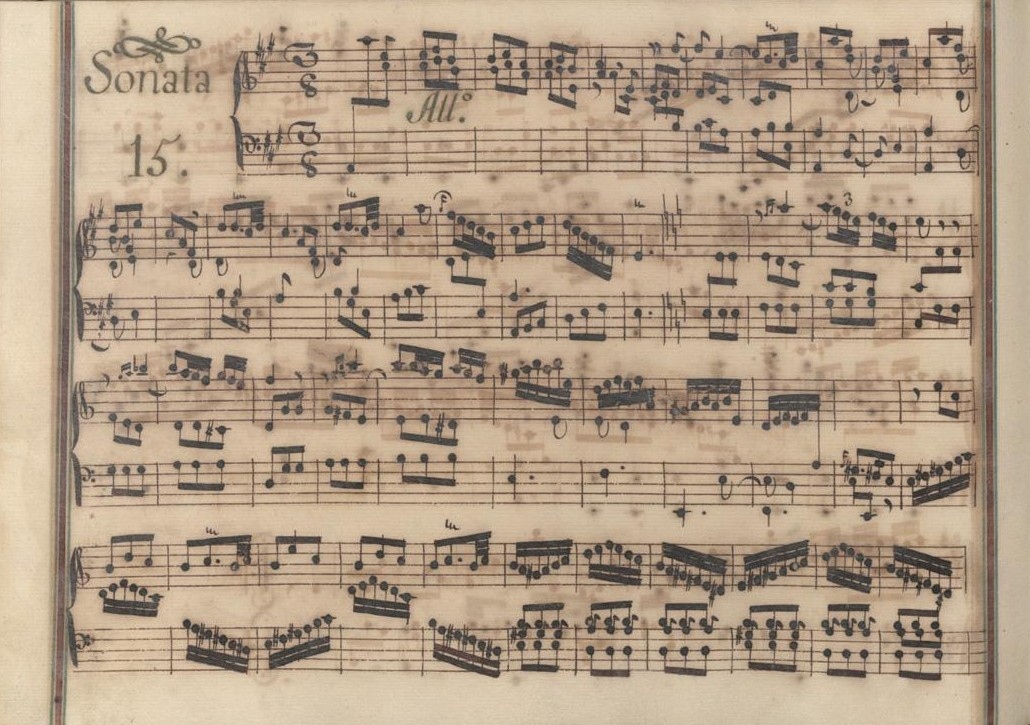
Venise III 15.

## Interprètes
La sonate K. 220 est défendue au piano, notamment par Carlo Grante (2009, Music & Arts, vol. 2) et Orion Weiss en 2013 (Naxos, vol. 15) ; au clavecin par Luciano Sgrizzi (1964, Accord), Scott Ross (1985, Erato), Richard Lester (2001, Nimbus, vol. 2), Pieter-Jan Belder (Brilliant Classics, vol. 5) et Francesco Corti (nl) (2024, Arcana).
Aline Zylberajch (2003, Ambronay) la joue sur un piano-forte.

## Sources
: document utilisé comme source pour la rédaction de cet article.
- Ralph Kirkpatrick (trad. de l'anglais par Dennis Collins), Domenico Scarlatti, Paris, Lattès, coll. « Musique et Musiciens », 1982 (1re éd. 1953 (en)), 493 p. (ISBN 978-2-7096-0118-4, OCLC 954954205, BNF 34689181).
- Alain de Chambure, « Domenico Scarlatti : Intégrale des sonates — Scott Ross », Erato (2564-62092-2), 1985 (OCLC 891183737) .
- (en) Robert Gjerdingen, Music in the galant style, New York, Oxford University Press, 2007, xi-514 (ISBN 978-0-19-531371-0, OCLC 1119767298), p. 95–97Analyse du couple de sonates.